# Tohoraata
Tohoraata — рід вусатих китів еомістетидних з пізнього олігоцену (чатський) Нової Зеландії. Існує два визнаних види, T. raekohao і T. waitakiensis.

## Класифікація
Tohoraata — представник родини Eomysticetidae, родини примітивних вусатих містицитів (chaeomysticate). Типовий вид, T. raekohao, заснований на OU 22178, частковому черепі, пов’язаному з грудним хребцем і п'ятьма ребрами. З іншого боку, T. waitakiensis відомий з OMC GL 402, частковий череп і п'ять шийних хребців. Спочатку він був описаний як вид Mauicetus, але в кінцевому підсумку він був визнаний більш примітивним, ніж типовий вид Mauicetus, бо близько споріднений з Eomysticetus і Yamatocetus.

## Опис
Два види Tohoraata відрізняються один від одного будовою барабанної булли і відрізняються від Eomysticetus і Yamatocetus наявністю численних отворів у лобовій частині.